# Prima Divizie Saudită
Prima Divizie Saudită este eșalonul secund din fotbalul Arabiei Saudite.

## Promovare și retrogradare
Campioana și echipa de pe locul secund promovează în Liga Profesionistă din Arabia Saudită. Ultimele două cluburi retrogradează în A doua Divizie Saudită.

## Sumar ediții
| Sezon     | Campioană   | Locul 2     |
| --------- | ----------- | ----------- |
| 1976–77   | Ettifaq     | Al-Nahda    |
| 1977–78   | Al-Riyadh   | Al-Ta'ee    |
| 1978–79   | Al-Shabab   | Ohud        |
| 1979–80   | Al Jabalain | Al-Riyadh   |
| 1980–81   | Ohud        | Al Rouda    |
| 1981–82   | Al-Shabab   | Al-Nasr     |
| 1982–83   | Al-Wahda    | Al-Riyadh   |
| 1983–84   | Ohud        | Al Jabalain |
| 1984–85   | Al-Ta'ee    | Al-Kawkb    |
| 1985–86   | Al-Ansar    | Al-Raed     |
| 1986–87   | Al-Kawkb    | Ohud        |
| 1987–88   | Hajer       | Al Rouda    |
| 1988–89   | Al-Riyadh   | Al-Raed     |
| 1989–90   | Al-Najma    | Al-Arabi    |
| 1990–91   | Al-Nahda    | Ohud        |
| 1991–92   | Al-Raed     | Al-Najma    |
| 1992–93   | Al-Nahda    | Ohud        |
| 1993–94   | Al-Najma    | Al Rouda    |
| 1994–95   | Al-Ta'ee    | Al Taawon   |
| 1995–96   | Al-Wahda    | Al-Ansar    |
| 1996–97   | Al Taawon   | Al-Shoalah  |
| 1997–98   | Hajer       | Al-Ansar    |
| 1998–99   | Sdoos       | Al-Raed     |
| 1999–2000 | Al-Ansar    | Al-Qadisiya |
| 2000–01   | Al-Ta'ee    | Al-Shoalah  |
| 2001–02   | Al-Qadisiya | Al-Raed     |
| 2002–03   | Al-Wahda    | Al-Khaleej  |
| 2003–04   | Ohud        | Al-Ansar    |
| 2004–05   | Al Hazm     | Abha        |
| 2005–06   | Al-Khaleej  | Al-Faisaly  |
| 2006–07   | Al-Watani   | Najran      |
| 2007–08   | Al-Raed     | Abha        |
| 2008–09   | Al-Qadisiya | Al Fateh    |
| 2009–10   | Al-Faisaly  | Al Taawon   |
| 2010–11   | Hajer       | Al-Ansar    |
| 2011–12   | Al-Shoalah  | Al-Wahda    |
| 2012–13   | Al-Orubah   | Al-Nahda    |
| 2013–14   | Hajer       | Al-Khaleej  |
| 2014–15   | Al-Qadsiah  | Al-Wehda    |
| 2015–16   | Al-Ettifaq  | Al-Batin    |
| 2016–17   | Al-Fayha    | Ohod        |
| 2017–18   | Al-Wehda    | Al-Hazem    |
| 2018–19   | Abha        | Damac       |
| 2019–20   | Al-Batin    | Al-Qadsiah  |
| 2020–21   | Al-Hazem    | Al-Fayha    |
| 2021–22   | Al-Khaleej  | Al-Adalah   |
| 2022–23   | Al-Ahli     | Al-Hazem    |
| 2023–24   | Al-Qadsiah  | Al-Orobah   |
| 2024–25   | Neom        | Al-Najma    |